# Премия Европейской киноакадемии 2008
European Film Awards 2008 — премия Европейской киноакадемии (нем. Europaischer Filmpreis).

## Лауреаты и номинанты Премии Европейской киноакадемии 2008

### Лучший фильм
- Гоморра, режиссёр Маттео Гарроне
- Приют, режиссёр Хуан Антонио Байона
- Изумительный, режиссёр Паоло Соррентино
- Беззаботная, режиссёр Майк Ли
- Класс, режиссёр Лоран Канте
- Вальс с Баширом, режиссёр Ари Фольман

### Лучшая мужская роль
- Тони Сервилло — Изумительный
- Джеймс Макэвой — Искупление
- Эльмар Веппер — Цвет сакуры
- Туре Линдхардт — Пламя и Цитрон
- Майкл Фассбендер — Голод
- Юрген Фогель — Эксперимент 2: Волна
- Мадс Миккельсен — Пламя и Цитрон

### Лучшая женская роль
- Кристин Скотт Томас — Я так давно тебя люблю
- Белен Руэда — Приют
- Урсула Вернер — На 9 небе
- Салли Хокинс — Беззаботная
- Хиам Аббасс — Лимонное дерево
- Арта Доброши — Молчание Лорны

### Лучший режиссёр
- Маттео Гарроне — Гоморра
- Стив Маккуин — Голод
- Паоло Соррентино — Изумительный
- Андреас Дрезен — На 9 небе
- Лоран Канте — Класс
- Ари Фольман — Вальс с Баширом

### Европейское открытие года
- Стив Маккуин — Голод
- Сергей Дворцевой — Тюльпан
- Айда Бегич — Снег
- Сейфи Теоман — Летняя книга

### Лучшая работа сценариста
- Маурицио Брауччи, Уго Кити, Джованни Ди Грегорио, Маттео Гарроне, Массимо Гаудиозо и Роберто Савиано — Гоморра
- Суха Арраф и Эран Риклис — Лимонное дерево
- Паоло Соррентино — Изумительный
- Ари Фольман — Вальс с Баширом

### Лучшая операторская работа
- Марко Онорато — Гоморра
- Сергей Трофимов и Рохир Стофферс — Монгол
- Оскар Фаура — Приют
- Лука Бигацци — Изумительный

### Лучший композитор
- Макс Рихтер — Вальс с Баширом
- Фернандо Веласкес — Приют
- Дарио Марианелли — Искупление
- Тюр Флоризоне — Москва, Бельгия

### Награда Prix d’Excellence
- Магдалена Беджицка[1] — Катынь
- Мартон Аг[2] — Дельта
- Петтер Фладеби[3] — О' Хортен
- Лоранс Брио[4] — Рождественская сказка

### Лучший документальный фильм
- Рене, режиссёр Гелена Тржештикова
- Гражданин Гавел, режиссёр Мирослав Янек и Павл Кутеки
- Фадо, режиссёр Карлос Саура
- Диктатор-охотник, режиссёр Клаарте Квирнс
- Тень Святой книги, режиссёр Арто Халонен
- Канатоходец, режиссёр Джеймс Марш
- Дураково: Деревня дураков, режиссёр Нино Киртадзе
- После катастрофы, режиссёр Гонсало Арихон
- Дети, как летит время, режиссёр Томас Хейз
- Мать, режиссёр Антуан Каттен и Павел Костомаров

### Лучший короткометражный фильм
- Фрэнки, режиссёр Даррен Торнтон
- Контакт, режиссёр Анро Смитсман
- Сестры Пирс, режиссёр Луис Кук
- Откладывание, режиссёр Джонни Келли
- Люблю тебя сильнее, режиссёр Сэм Тейлор-Джонсон
- Две птицы, режиссёр Рунар Рунарссон
- Joy, режиссёр Джо Лоулор и Кристин Моллой
- Tolerantia, режиссёр Иван Рамадан
- Türelem, режиссёр Лазло Немес
- The Apology Line, режиссёр Джеймс Лиис
- Un bisou pour le monde, режиссёр Сирил Пэрис
- Uguns, режиссёр Лайла Пакалныня
- De Onbaatzuchtigen, режиссёр Коен Дехэгер
- Procrastination, режиссёр Джонни Келли
- Time is Running Out, режиссёр Марк Рейзбиг

### За европейский вклад в мировое кино
- Сёрен Краг-Якобсен, Кристиан Левринг, Ларс фон Триер и Томас Винтерберг основатели Dogma 95

### Приз международной ассоциации кинокритиков (ФИПРЕССИ)
- Кус-кус и барабулька, режиссёр Абделатиф Кешиш  Франция

### За творчество в целом
- Джуди Денч,  Великобритания

### Приз зрительских симпатий за лучший фильм
- Гарри Поттер и Орден Феникса', режиссёр Дэвид Йэтс
- Монгол, режиссёр Сергей Бодров
- Приют, режиссёр Хуан Антонио Байона
- Искупление, режиссёр Джо Райт
- Просто вместе, режиссёр Клод Берри
- Арн: Рыцарь-тамплиер, режиссёр Петер Флинт
- Сатурн в противофазе, режиссёр Ферзан Озпетек
- Бен Икс, режиссёр Ник Бальтазар
- Красавчик, режиссёр Тиль Швайгер
- Репортаж, режиссёр Жауме Балагеро и Пако Пласа
- Эксперимент 2: Волна, режиссёр Деннис Ганзель
- Бобро поржаловать!, режиссёр Дэни Бун